# أندي روكسبورغ
أندرو روكسبورغ، من مواليد 1 أغسطس 1943 في غلاسكو في إسكتلندا، لاعب كرة قدم إسكتلندي سابق، ومدرب كرة قدم إسكتلندي سابق.
درب منتخب إسكتلندا لكرة القدم بين عامي 1986 و1993.